# Nhà thờ chính tòa Buenos Aires
Nhà thờ chính tòa đô thành Buenos Aires (tiếng Tây Ban Nha: Catedral Metropolitana de Buenos Aires) là nhà thờ Công giáo chính ở Buenos Aires, Argentina. Nó nằm ở trung tâm thành phố, nhìn ra quảng trường Plaza de Mayo, ở góc đường San Martín và Rivadavia, trong khu phố San Nicolás. Đây là nhà thờ mẹ của Tổng giáo phận Buenos Aires và nhà thờ nguyên thủy của Argentina.
Nhà thờ lớn của thủ đô Buenos Aires đã được xây dựng lại nhiều lần kể từ nguồn gốc khiêm tốn của nó vào thế kỷ 16. Tòa nhà hiện tại là sự pha trộn của các phong cách kiến trúc, với một gian giữa và mái vòm thế kỷ 18 và một mặt tiền tân cổ điển thế kỷ 19 nghiêm trọng không có tháp. Nội thất giữ các bức tượng và đồ thờ trong thế kỷ 18 quý giá, cũng như trang trí Tân-Phục hưng và Tân-Baroque phong phú.